# アクティブ (企業)
株式会社アクティブとは、愛知県日進市に本社を置く日本のオートバイ用品卸売業者、および部品サプライヤー。

## 概要
オートバイの部品製造、および海外からの部品輸入代理店業務を行う。代理店業務は30以上の国に及ぶ。
MotoGP(Moto2/Moto3)やARRC(アジアロードレースチャンピオンシップ)、全日本ロードレース選手権など国内外のレース参戦チームにパーツ供給なども行う。

## 沿革
- 1989年 1月 愛知県名古屋市でオートバイパーツ卸売り販売を目的に株式会社アクティブを設立
- 1991年 全国二輪車用品連合会「JMCA」に加入
- 1992年
  - 新製品情報誌「ACTIVE情’s(ジョーズ)」発行開始(毎月20日発行)
  - 年間製品総合カタログ「ACTIVE MIND」発行開始
  - 小売販売を専門に行う有限会社しゃぼん玉を設立
- 1994年 東京モーターサイクルショー初出展
- 1995年 イタリア ミラノショーにてHYPERPROとアクティブが共同開発したTRX850ベースの「HYPER1号」を発表。新フロントフォーク機構「トロールリニアガイディングシステム」を採用
- 1996年 本社・物流センターを愛知県日進市に移転
- 1998年 鈴鹿8時間耐久ロードレースにて、AKRAPOVIC記者会見を開催
- 1999年 鈴鹿8時間耐久ロードレースにて「ハンドインハンド2000 レーシングサポートプログラム」を発表
- 2001年
  - FCC TSR ACTIVEとしてもてぎ7時間耐久レースに参戦し4連覇達成(1998～2001年)
  - 神奈川県横浜市に横浜オフィスを開設。
- 2002年
  - 問屋業務を終了し、パーツメーカーとして再スタート。
  - 東京モーターサイクルショーにてオリジナルアルミニウム鍛造ホイールブランド「GALE SPEED(ゲイルスピード)」を発表
  - ストリート系オリジナルパーツブランド「DUGOUT」発表
- 2003年
  - アメリカ、インディアナポリスディーラーエキスポに初出展
  - ホイール事業部(現 商品管理2課・製造課)を設立。
- 2008年 ホイール事業部を愛知県日進市に移転(現 アクティブ プロダクションベース)
- 2010年 第1回アクティブファン感謝デー開催(以降2017年までおおよそ隔年開催)
- 2011年 代表取締役社長交代
- 2013年
  - アクティブベトナムファクトリー設立
  - 第1回アクティブサーキットイベント開催(以降2017年まで隔年開催)
- 2014年 サスペンション事業部(現 開発2課)を設立
- 2015年 FIMアジアロードレース選手権(ARRC)公式スポンサーとなる

- 2017年 ドイツ SW-MOTECH(SWモテック)社の正規販売代理店業務を開始
- 2019年 代表取締役交代
- 2021年 持株会社として株式会社アクティブホールディングスを設立

## オリジナルブランド

### GALE SPEED(ゲイルスピード)
- アルミ鍛造ホイール…TYPE-C、TYPE-R、TYPE-S、TYPE-N、TYPE-GP1S、TYPE-GP1S（片持ちスイングアーム用）、TYPE-SB1、TYPE-E
- マグネシウム鍛造ホイール(廃番)…TYPE-M、TYPE-GP1SM
- カーボンコンポジットホイール…TYPE-D
- マスターシリンダー…VRE、VRD、VRC、RE、RD、RM
- リアマスターシリンダーφ12
- サムブレーキマスターシリンダーφ12
- ブレーキディスク
- ブレーキキャリパー(ラジアル・アキシャル)
- フットコントロールキット

### ACTIVE(アクティブ)
- STFレバー
- アジャスタブルビレットレバー
- プレスフォーミングスイングアーム
- コンバーチブルステムキット
- フェンダーレスキット
- パフォーマンスダンパー
- スロットルキット　等

### 153GARAGE(153ガレージ)
- セパレートハンドル&トップブリッジキット
- バックステップキット　等

NEXRAY(ネクスレイ) - ドライカーボン外装パーツ
AC-Performance LINE(ACパフォーマンスライン) - ステンレスメッシュブレーキホース
GLIDE(グライド) - ハーレーダビッドソン専用アルミ鍛造ホイール
ACTIVE MIKUNI - レーシングキャブレター

## 主な取扱いブランド
- HYPERPRO(オランダ） - サスペンション
- ZEROGRAVITY(アメリカ) - スクリーン
- AKRAPOVIC(スロベニア) - マフラー
- ABSOLUTE(日本) - HIDヘッドライト
- MOTO MASTER(スペイン) - ブレーキディスク
- DNA(ギリシャ) - エアフィルター
- BELL HELMETS(アメリカ) - ヘルメット
- QSTARZ(台湾) - GPSラップタイムモニター
- EARL'S(アメリカ) - オイルラインパーツ
- GOODRIGDE(イギリス) - ブレーキホースパーツ
- MIKUNI(日本) - キャブレターパーツ
- KEIHIN(日本) - キャブレターパーツ
- タケドン(株式会社ドレミコレクション)(日本) - コーティング剤
- SW-MOTECH(ドイツ) - ツーリングバッグ、キャリーケース、機能アクセサリパーツ

## 過去に取扱いのあったブランド
- DUGOUT(オリジナルブランド) - スクーター、ミニ用パーツ
- Fanatic(オリジナルブランド)  - バーハンドル、バーエンド
- A2フォルム(オリジナルブランド) - スクリーン
- DYMAG RACING(イギリス)  - ホイール
- WILLIE&MAX(アメリカ) - サドルバッグ
- SIMPSON(アメリカ) - ヘルメット
- オオニシヒートマジック Evolution(日本) - マフラー
- BIKE LIFT(イタリア) - メンテナンススタンド
- KAPPA(イタリア) - キャリーケース
- TOMMASELLI(イタリア) - ハンドル
- X-FUN(イタリア) - オフロードパーツ
- META SYSTEM(イタリア) - 高性能盗難防止装置
- ルーマ(イタリア) - 盗難防止用ロック
- オグショー(日本) - トランポパーツ
- niemann-frey(ドイツ) - トップケース
- SILVER(イタリア) - メンテナンススタンド
- BETTELLA(イタリア) - スクーター用プーリー
- GALINDO(アメリカ) - グリップ
- GALFER(スペイン) - ブレーキディスク
- SUPERTRAPP(アメリカ) - マフラー
- GILLES TOOLING(ルクセンブルク) - プロテクター、ハンドル等

## ギャラリー

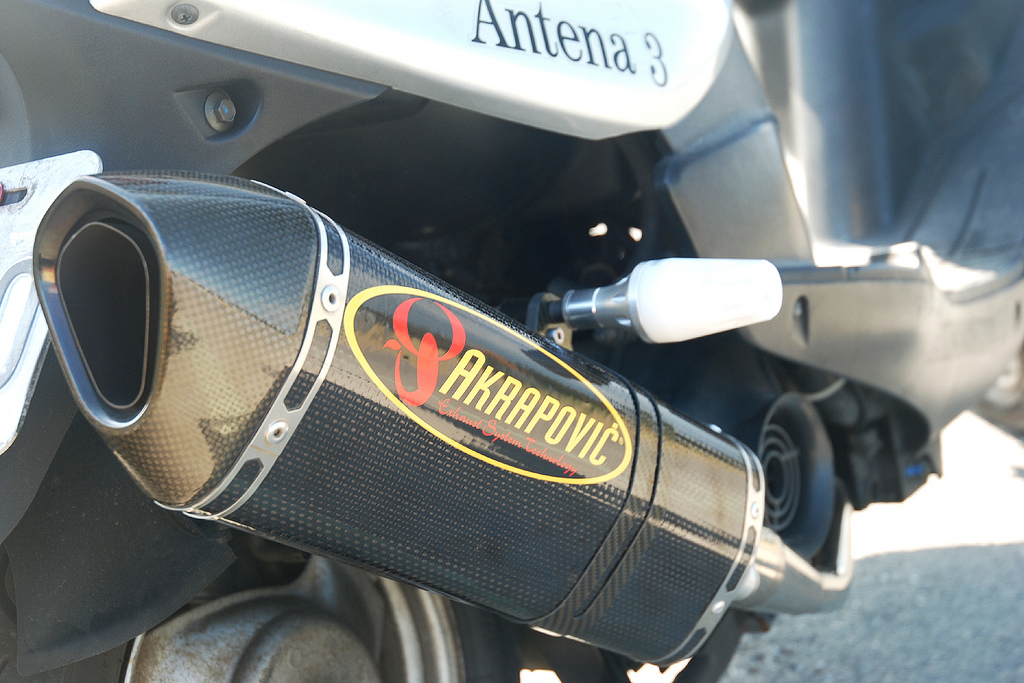
輸入業務を行うアクラポビッチ製マフラー